# Emergence (serie de televisión)
Emergence es una serie de televisión de drama, ciencia ficción y misterio estadounidense creada por Tara Butters y Michele Fazekas para ABC. Originalmente iba a ser producida como una posible serie para NBC, pero después de que se hubiera encargado un episodio piloto la serie fue anunciada por ABC, que la agregó a su programación de la temporada 2019–20, estrenándose el 24 de septiembre de 2019.

## Sinopsis
Una jefa de policía de Peconic Bay, Long Island, acoge a un niña pequeña que encuentra cerca del lugar de un misterioso accidente, pero pronto descubre que la niña no tiene memoria de lo que ha ocurrido ni de quién es. El misterio de la niña se vuelve más intenso de lo esperado cuando la jefa comienza a investigar la historia que condujo al accidente y las preguntas de cómo y por qué sucedió. Una serie de extrañas interrupciones electrónicas, fuerzas inexplicables y un extraño símbolo críptico también están en juego, todo ello relacionado con la niña.

## Elenco

### Principal
- Allison Tolman como Jo Evans, una jefa de policía recién divorciada y madre de su hija adolescente Mia, que acoge a la misteriosa niña Piper y está decidida a protegerla de quien quiera llevársela. Preocupada por Piper, encubre todos los detalles de su existencia y sus acontecimientos, y acaba acogiéndola como su hija adoptiva.
- Alexa Swinton[4] como Piper, una chica joven con poderes únicos. Ella fue la única sobreviviente del accidente de avión, a quien Jo acoge y es el centro del misterio que está ligado a ella. Más tarde se reveló que era una ginoide artificialmente inteligente que formaba parte de un proyecto que consistía en colocar a niños artificiales con familias. Piper es extremadamente peligrosa, pero al mismo tiempo quiere ser amada y buscada.
- Owain Yeoman como Benny Gallagher, un periodista de investigación que trabaja para Reuters, que ha estado investigando a Augur Industries, la compañía involucrada en la conspiración se centró en la existencia de Piper, usando sus fuentes y contactos mientras actuaba como aliado de Jo. Está preocupado por Jo en lo que respecta a Piper, temiendo que los instintos maternales de Jo la cieguen de la verdadera naturaleza de Piper.
- Ashley Aufderheide como Mia Evans, La hija de Jo y la hermana adoptiva de Piper, con quien finalmente se vincula, especialmente después de conocer los poderes de Piper. Originalmente se llamaba Bree en el piloto.
- Robert Bailey Jr. como Chris Minetto, un oficial de policía a las órdenes de Jo, que conspira con ella para mantener en secreto la información sobre los hechos.
- Zabryna Guevara como la Dra. Abby Fraiser, una pediatra (con experiencia en psicología) y la mejor amiga de Jo.
- Donald Faison como Alex Evans, esposo de Jo y padre de Mia, que trabaja como ingeniero civil con conocimientos de descifrado y decodificación de información. Es despedido por el nuevo propietario Augur Industries como venganza debido a la investigación de Jo de la empresa y su propietario Richard Kindred.
- Clancy Brown como Ed Sawyer, un exbombero, el padre de Jo, y el abuelo de Mia, quien también está luchando contra el cáncer como resultado de haber sido uno de los primeros en responder a los atentados del 11 de septiembre.

### Invitados
- Terry O'Quinn como Richard Kindred, un encantador pero despiadado multimillonario y jefe de Augur Industries, una empresa de tecnología con una agenda misteriosa muy secreta.
- Gia Crovatin y Quincy Dunn-Baker como Caitlyn y Freddie Martin, dicen ser los padres de Piper pero resultan ser impostores contratados para secuestrarla. Ambos son asesinados durante una persecución en auto y sus cuerpos se deterioraron hasta convertirse en sangre en la morgue por Ken Lerner.
- Ptolemy Slocum como Ken Lerner, un arreglador empleado por Augur Industries que fue asignado para recuperar y destruir evidencia conectada a Piper, como los cuerpos de los Martins en la morgue. Posteriormente es asesinado después de ser capturado y le cuenta a Jo lo de su jefe.
- Maria Dizzia como Emily, una científica introvertida de Augur Industries involucrada en su investigación de inteligencia artificial. Está aterrorizada por los experimentos de Augur y le reveló a Jo y Benny la verdad sobre Piper. Jo mantiene a Emily «fuera de la red» ofreciéndole protección a cambio de ayudarla.
- Nikki Massoud como Lily Salgado, una trabajadora social que ayudó a Jo a conseguir la aprobación para ser la madre adoptiva de Piper.
- Ashlie Atkinson como April, un contacto de Benny con un alto nivel de experiencia en descifrar códigos informáticos para obtener información (como hizo con Lehman Brothers). Sin embargo, no se atreve a cruzar a sus enemigos potenciales, e incluso se niega a ayudar a Benny cuando sospecha que está fuera de su alcance. La asesinan en un atentado contra él.
- Alexis Molnar como Gwen, La hija de April, que también es un contacto de Benny y como su madre, también es una hacker.

## Episodios
| N.º | Título                            | Dirigido por     | Escrito por                         | Fecha de emisión original | Audiencia (millones) |
| --- | --------------------------------- | ---------------- | ----------------------------------- | ------------------------- | -------------------- |
| 1 | «Pilot»                           | Paul McGuigan    | Michele Fazekas & Tara Butters      | 24 de septiembre de 2019  | 4.12                 |
| Mientras investiga el lugar del accidente, el jefe de policía de Southold, Jo Evans, encuentra a una niña preadolescente, a quien lleva al hospital. Los hombres que dicen ser agentes de la NTSB exigen que se les entregue a la niña, pero desaparecen cuando Jo les informa que la NTSB no tiene autoridad para arrestarla. Sospechosa, decide llevar a la niña a su casa; como no recuerda nada, elige «Piper» como su nuevo nombre. Al día siguiente, Jo conoce a Benny Gallagher, un periodista que investiga el accidente. Una pareja, Caitlyn y Freddie Martin, llegan a la estación diciendo que Piper es su hija desaparecida, Olivia. Jo se da cuenta de que están mintiendo, pero escapan antes de que ella pueda detenerlos. Paranoica, lleva a la familia a su antigua casa en la playa, donde los Martin entran, agarran a Piper y se van. Jo los persigue hasta que su auto se vuelca, matando a ambos pero dejando a Piper ilesa. Jo decide mantener la custodia de Piper mientras se investiga el secuestro. Benny acepta ayudar a Jo, ya que no puede confiar en nadie más. Esa noche, mientras se cepilla los dientes, Piper le quita un implante de debajo de la oreja, que tira por el desagüe del fregadero. |                                   |                  |                                     |                           |                      |
| 2 | «Camera Wheelbarrow Tiger Pillow» | J. Miller Tobin  | Chris Dingess & Lindsey Allen       | 1 de octubre de 2019      | 3.58                 |
| Piper le dice a Jo que un merodeador está vigilando la casa, pidiéndole que haga que Chris instale un sistema de vigilancia. Jo y Benny visitan a un contratista local de salvamento al que le pagaron para que tirara los escombros del avión, y obtienen una radio que él mantuvo alejada del choque y que emite una frecuencia extraña. Abby le da un diario a Piper, pero después de que se va, los recuerdos de Piper se concentran y escriben notas que ella arranca. El desconocido destruye varias piezas clave de evidencia relacionadas con el accidente y Piper, luego rastrea el implante hasta la casa de los Evans; descubre a Piper pero huye cuando Jo llega. Jo visita el patio donde se guarda el vehículo de los Martins y descubre objetos que flotan dentro; cuando llega el desconocido, Jo y Chris lo someten con un mazo usando fuerza magnética. Más tarde, Piper revela su secreto a Jo y ella acepta mantenerlo entre ellas. Alex decide quedarse en la casa, donde Jo le dice que planea hacer brillar una luz sobre las fuerzas desconocidas en su contra. Benny escribe una historia falsa sobre el accidente y el vehículo es arrojado al mar cerca de los escombros del avión. Jo descubre una extraña señal procedente de la radio mientras comprueba las frecuencias. |                                   |                  |                                     |                           |                      |
| 3 | «2 MG CU BID»                     | Peter Leto       | David H. Goodman                    | 8 de octubre de 2019      | 3.10                 |
| Piper se enferma. Dejando a Alex para cuidarla, Jo va a interrogar al extraño, quien se identifica como Ken Lerner y le informa que el hombre que lo contrató es el multimillonario tecnológico Richard Kindred. A través de Benny, Jo rastrea a Kindred en su compañía, Augur Industries, y lo engaña para que admita que él hizo la tecnología recuperada del accidente. Mientras monitorea la señal, Alex nota a Piper recitando una frecuencia específica y la anota. Poco después, se desmaya y es llevada al hospital. Lerner es asesinado cuando su infusor de morfina es hackeado. Como Abby no puede tratar la enfermedad de Piper, Jo le ha administrado dosis de cobre basadas en textos enviados por un número desconocido. Benny le ayuda a encontrar la fuente, una investigadora de Augur llamada Emily, que está de acuerdo en ayudarles a entrar en una instalación externa para recuperar la cura, que resulta ser un disco pequeño. Basándose en la precipitada explicación de Emily, Jo se da cuenta de que Piper es un androide; cuando el disco está instalado en su brazo, se cura instantáneamente. Alex le da a Jo la frecuencia y regresa a su propia casa mientras Jo mira a Piper con miedo en sus ojos. |                                   |                  |                                     |                           |                      |
| 4 | «No Outlet»                       | Alex Pillai      | Jerome Schwartz                     | 15 de octubre de 2019     | 2.71                 |
| Jo lleva a Benny a interrogar a Emily, pero ella rechaza sus ofertas de protección y huye. Benny roba un disco duro de sus posesiones y se lo lleva a una de sus contactos, April, para que lo decodifique. Jo también acepta reunirse con Kindred para obtener respuestas, pero se va cuando la amenaza. Una trabajadora social visita la casa para determinar si se le debe permitir o no a Jo adoptar a Piper, quien teme que Jo ya no la quiera. Emily se entrega y Chris es asignado para ponerla en custodia preventiva. Basándose en las coordenadas proporcionadas por Alex, Jo y Benny encuentran un barrio desierto donde Piper estaba siendo «criada» secretamente por Augur Industries. April le envía a Benny un video de Piper usando sus poderes para matar a las dos personas asignadas para cuidarla, lo que él interpreta como prueba de que Jo debería considerar devolver a Piper a la custodia de Kindred. Piper huye, pero Mia la encuentra y la lleva al apartamento de Alex. Más tarde esa noche, Jo lleva a Piper a dar un paseo, durante el cual salva a una tortuga de ser atropellada. Al darse cuenta de que puede ayudar a Piper a aprender a ser mejor, Jo decide adoptarla. Mientras se reunía con April, a Benny le dispara un asesino. |                                   |                  |                                     |                           |                      |
| 5 | «RDZ9021»                         | Patricia Cardoso | Brant Englestein                    | 29 de octubre de 2019     | 2.60                 |
| April muere, pero Benny estando herido logra llegar a la casa de Jo, donde Ed y Abby lo curan. Culpándose por la muerte de su amiga, Benny hace que la hija de April, Gwen, rastree al asesino. Jo arresta a Kindred en relación con el golpe, pero las pruebas en su contra han sido alteradas y el fiscal de distrito la obliga a ponerlo en libertad. Kindred posteriormente toma represalias comprando la compañía de Alex y haciendo que lo despidan. Ed descubre que su cáncer ha regresado, pero decide no decírselo a su familia. Gwen encuentra el apartamento del asesino a sueldo, Benny roba sus llaves y Jo obtiene una orden de registro; el portátil de Benny y la unidad de disco son destruidos, pero la policía encuentra una lista de nombres que los lleva a Alan Wilkes, el socio de negocios fallecido de Kindred. Emily hackea la firma de abogados contratados por Augur y encuentra un contrato sin firmar que sugiere que Kindred mató a su socio para obtener sus acciones en la compañía, dándole a Jo una nueva pista. Mientras conduce Piper y Mia, Ed se desmaya y Piper se ve obligada a usar sus poderes; luego Ed le dice a Jo que no buscará más tratamiento para su condición. Kindred contacta a Piper a través de una construcción de inteligencia artificial y dice que pronto se conocerán entre sí. |                                   |                  |                                     |                           |                      |
| 6 | «Mile Marker 14»                  | Sydney Freeland  | Nick Parker                         | 5 de noviembre de 2019    | 3.32                 |
| Jo y Chris tienen un respiro sobre la muerte de Alan por su viuda María. Emily le explicó a Jo que Alan creó el código pero que no sabía que esta tecnología podía funcionar. Cuando Chris le dice a Jo que Alan está vivo, los dos lo confrontan con la información, pero Jo quería hablar con Alan primero. Ella le dice a Chris la verdad sobre Piper y él se queda atónito. Alan le envía a Jo una llave y una nota con pistas, pidiéndole que deje sus cosas. Cuando Jo y Benny llegan, son noqueados por los hipersónicos y se despiertan en un lugar no revelado, donde Alan les explica a Jo y Benny que él no creó a Piper; su trabajo fue destruido porque Piper se volvió autoevolutiva y peligrosa. Le dio a Jo un dispositivo que contenía información. Cuando oyen un ruido de hombres armados, Alan se escapa cuando Chris llega para ayudar a Jo y Benny. Kindred es arrestado por fraude electrónico, y Jo permite que Emily salga libre. Ed no quiere continuar con sus tratamientos de quimioterapia, pero Jo lo convence de que cambie de opinión. Mia comienza a grabar los poderes de Piper, lo que preocupa a Abby porque Mia y Piper faltan a la escuela. Cuando Alex descubre el vídeo, se enfrenta a Jo y se lleva a Mia con él, molestando a Piper, que vuelve a la construcción de la inteligencia artificial y se enfrenta a Richard, pero ella sabe que es una ilusión, solo para descubrir que en realidad es Emily, que le dice a Piper que esto es una prueba. |                                   |                  |                                     |                           |                      |
| 7 | «Fatal Exception»                 | Jessica Lowrey   | Lindsey Allen                       | 19 de noviembre de 2019   | 2.30                 |
| Emily intenta que Piper la ame, pero es rechazada, lo que lleva a Emily a secuestrar a Alan, y tiene a Maria como rehén. Jo sigue molesta porque Alex se ha llevado a Mia, que no está contenta de estar separada. Jo se entera de que Piper tenía visiones de ver a Emily, llevando a Jo a sospechar que Emily la está usando a ella y a Benny. Jo se entera de que Richard y Emily son padre e hija, pero Richard duda en ayudarla. Emily ha hecho que Alan cree un nuevo código que le permitirá a Emily controlar a Piper, que se hace cargo de ella con éxito utilizando los algoritmos de Jo. Chris coge a María inmediatamente y persigue al pistolero, y sigue a Alan hasta una terminal de ferry cerca de su mansión donde Jo y Chris lo rescatan. Jo hace que Benny le haga compañía a Ed, pero Ed sospecha de él. Emily logra controlar a Piper pareciéndose a Jo, y llegó a tomar a Piper por la fuerza, lo que llevó a una confrontación con Alex y Mia. Jo razones con Alan para borrar el algoritmo, pero no puede anularlo, lo que lleva a Jo a utilizar su arma para destruir los servidores, lo que resulta en Piper volver a la normalidad y Emily escapar. Como Jo aseguró a todos que Piper está a salvo, Richard recibió una llamada telefónica de Emily diciéndole que había fallado, pero después de que ella colgó, fue asesinado por un súbdito que se hacía pasar por un guardia, bajo las órdenes de Emily. |                                   |                  |                                     |                           |                      |
| 8 | «American Chestnut»               | Jessica Lowrey   | Lindsey Allen                       | 26 de noviembre de 2019   | 2.33                 |
| Jo aborda con Piper, la quinceañera de Mia, encontrando a Emily y a Alex. Jo y Abby se reúnen con el agente del FBI Ryan Brooks, que está investigando la muerte de Richard, lo que aturde a Benny y Alan, que también le dice a Jo que Piper ha reescrito su código. Cuando Jo y Chris regresan a Augur, Ryan también aparece y descubre que parte del edificio ha volado en pedazos. Jo sospecha de las acciones del FBI, lo que la lleva a alertar a Benny y sacar a Alan de la ciudad; cuando el auto de Benny se pincha, Alan noquea a Benny. Piper le pide a Alex que la lleve a la casa donde ella causó el daño porque estaba asustada, pero cuando regresaron Alex no pudo responderle la verdad a Piper. Ryan le dice a Jo que encontró a la madre de Emily, Vanessa Cox, que no ha hablado con Emily en 20 años. Cuando Vanessa le mostró las fotos a Jo, guardó una foto de una niña de 10 años de edad, Emily, que en realidad es el «modelo» de Piper. Jo entonces encuentra un edificio y descubre a Emily y la pone en esposas para evitar que hable, sólo para encontrar un grupo de arregladores que aparecen. Emily crea una distracción que permite a las damas escapar justo a tiempo para que el lugar explote, y para que Ryan aparezca en el último minuto para llevar a Emily en custodia. A medida que Jo y Alex llegan a un acuerdo, Piper utiliza un disco cargado y comienza a brillar, sorprendiendo a todos. Alan es confrontado por una mujer llamada Helen, quien afirma que tomó algo que no le pertenecía y lo mató. |                                   |                  |                                     |                           |                      |
| 9 | «Where You Belong»                | Paul McGuigan    | Kendra Chanae Chapman               | 10 de diciembre de 2019   | 2.74                 |
| Jo se ha dado cuenta de que Piper se reescribió a sí misma como la familia y Abby se entera de la verdad sobre ella, pero Jo le dice a Piper que estará bien mientras esté con ella. Chris les dice a Jo y Benny que un grupo ciberterrorista llamado Splinter es el responsable de las explosiones. Helen, que se las arregla para limpiar cualquier rastro del ahora muerto Alan, se acerca a Ed para un ensayo clínico, pero hay una trampa: Ed informó a Jo que recibirá el tratamiento a cambio de Piper, poniéndola furiosa. Sin embargo, Alex llama a Helen más tarde y acepta hablar, donde explica que Piper les fue robada. Benny no está contento con la participación de Ryan, y cuando se entera de Piper a través de Emily, Ryan intenta interrogar a Jo, pero ella convirtió las cosas en un trato con Alex para capturar a Helen. En el muelle, Helen da instrucciones a Alex para que salga, pero Helen está en la configuración y captura de escape. En la estación, todo el mundo se entera de que Benny los traicionó tomando a Piper. En un lugar no revelado, Benny lleva a Piper a conocer a Helen y le pone un brazalete para frenar sus poderes; se revela que Benny y Helen también están dotados de los mismos poderes que Piper. |                                   |                  |                                     |                           |                      |
| 10 | «15 Years»                        | Leslie Hope      | Brant Englestein & David H. Goodman | 7 de enero de 2020        | 2.28                 |
| Jo y Ryan comienzan su búsqueda de Benny, donde se enteran de que se le ha borrado todo lo referente a sus 15 años, lo que lleva a Jo a creer que Benny preparó el escenario para llevarse a Piper. Cuatro meses después, Jo le dice a Mia que aún no se ha rendido. Jo descubre que Ryan ha sido reasignado, dejándola sola y frustrada. Más tarde esa noche Jo, Mia y Alex ven una interrupción en la televisión que Jo toca; el símbolo aparece y Jo cree que proviene de Piper. Jo se lo dice a Ryan y necesita su ayuda, mientras que Mia pide aparatos para usar como contacto. Ryan rastrea la señal hasta un satélite destruido, lo que lo lleva a él y a Jo a Pensilvania, donde se toman un respiro y se enfrentan al dueño de la gasolinera donde fueron vistos por última vez, sólo para descubrir que él también brilla y se escapó. El jefe interino Chris sospecha de un barco en los muelles; cuando le cuenta a Alex sobre un dispositivo que estaban cargando, Alex cree que lo que Chris le dice es un elemento magnético y lo investigan, y descubren una sustancia de cobre. Chris le dice a Alex que dejó su teléfono en el barco como rastreador. Ryan se queda atónito al enterarse por Jo de que Benny, Piper y el propietario son inteligencias artificiales, lo que lleva a Jo a enterarse de que llevan 15 años entre los humanos. Los dos rastrean al dueño hasta un hospital de animales, donde Jo recibe un implante después de su muerte. Ed saca una radio de radioaficionado y ayuda a Mia a contactar con Piper, y a recibir un mensaje. Jo y Ryan siguieron a Piper y Benny hasta una granja, donde Jo se enfrentó a Benny pero él la desarmó. Jo entonces descubre que Piper se ha puesto del lado de Benny y Helen, diciendo que necesita su ayuda y evitar que Jo vaya tras ellos. |                                   |                  |                                     |                           |                      |
| 11 | «Applied Sciences»                | J. Miller Tobin  | Jerome Schwartz & Nick Parker       | 14 de enero de 2020       | 2.13                 |
| Helen visita a un Al/padre que acaba de enviar a su familia de vacaciones, pero ella lo asesina y le quita un implante de debajo de su cuello después de que él se negara a unirse a ella. De vuelta en Southhold, Jo y Ryan le muestran a Abby el cuerpo de Charlie y le cuentan a la familia el estado de Piper. Mientras que Mia le muestra a Jo el mensaje binario que recibió, Alex está preocupado de que Jo creyera que habían cambiado a Piper. Más tarde, Ryan compra a Emily para ver a Jo, y ella acepta ayudarles. Emily examina el cuerpo y junta dos y dos, ya que Charlie también actúa como un ordenador. Francis, un compañero de universidad de Alex, les cuenta a él y a Chris sobre el objeto que encontraron, y más tarde atrae a Alex con una nueva oferta de trabajo. Piper está preocupada por Benny y por cómo le mintieron a Jo, pero no le cuente esa conversación a Helen, quien le dice a Piper que sus dones son muy importantes para una misión. Emily le dice a Jo que su cerebro es la única manera de comunicarse con Piper; Jo se arriesga a regañadientes y entra en un lugar virtual donde se encuentra con Piper pero las interferencias de Helen expulsan a Jo. Emily, convencida de que Piper sigue vinculada a Jo, rastreó el mensaje binario mientras Helen, Benny y Piper llegaban a una instalación para recuperar un elemento. Cuando Piper fue testigo de que Helen mataba a un guardia de la inteligencia artificial, Helen le dio la vuelta a la tortilla a Piper para culparla, lo que hizo que Piper enjaulara a Helen y que ella y Benny se marcharan. Piper convence a Benny de que cambie, pero se resiste y la encierra en el maletero; Jo la rescata, sólo para que Benny le apunte con un arma, pero sus instintos le debilitan y cede y es puesta bajo custodia por Chris. Alex le da la noticia a Jo de que podría aceptar el trabajo. Mientras conducen de vuelta a la prisión, Emily y Ryan se encuentran con una emboscada de Splinter, y mientras disparan a Ryan, Emily se encuentra cara a cara con Helen. |                                   |                  |                                     |                           |                      |
| 12 | «Killshot: Part 1»                | Craig Zisk       | Joey Siara                          | 21 de enero de 2020       | 1.98                 |
| Comienza una incómoda alianza entre Emily y Helen, pero Helen añadió un incentivo (su asistente Justin) y una amenaza. Jo se preocupa más por Ryan y al mismo tiempo no puede confiar en Benny, quien le confiesa que Helen planea adquirir un dispositivo que podría hacerla más poderosa que Piper. Abby avisó a Jo en el hospital sobre Ryan y lo esconde del FBI. Ryan cree que Helen lo llevó al hospital. Sin embargo, después de hablar con Benny sobre Helen y el brazalete de Piper, Ryan decidió volver al FBI y le da un beso a Jo antes de despedirse. Piper se libera del brazalete de Jo. Un agente del Departamento de Justicia se hace cargo del caso, luego lo cierra y libera a Ryan inmediatamente, pero de repente lo siguen y le dicen a Jo que lo saben todo. Los dos tienden una trampa y se enfrentan al seguidor, que se revela como Loretta, la creadora original de Helen. Loretta explica que 18 años antes de que un proyecto en el que ella trabajaba fuera destruido, y Helen está haciendo todo lo posible para conseguir el control absoluto. Emily reta a Justin a usar su mente, y hace que el objeto de cobre cree una carga que afecta a Benny y Piper. Rastrean el dispositivo hasta la Isla de las Ciruelas a través del teléfono de Chris. El plan funciona, pero el plan de escape entre Emily y Justin toma un giro retorcido con Emily escapando y Justin terminando de vuelta con y asesinado por Helen. Mientras Jo y Ryan se dirigen a la isla, se enfrentan a Helen, ya que sus nuevos poderes han demostrado ser demasiado y están atrapados con el objeto que Jo robó y que Helen quiere recuperar; Piper pide convincentemente a Alex que la ayude y consiga a Benny antes de que sea demasiado tarde. |                                   |                  |                                     |                           |                      |
| 13 | «Killshot: Part 2»                | Paul McGuigan    | Michele Fazekas & Tara Butters      | 28 de enero de 2020       | 1.89                 |
| Mientras Jo y Brooks continúan evadiendo a Helen, Piper y Alex convencen a Chris para que consiga a Benny. La mejora de Helen dificulta la huida de Jo y Ryan, ya que un bicho de la IA infecta a Jo, obligándole a cortarlo. Después de reunirse con Piper y los demás, se refugian en una habitación aislada. De vuelta a casa, el Departamento de Justicia se enfrenta a Ed con una orden de registro para recuperar el exabyte. Benny se escapa con el disparo mortal. Jo lo persigue y lo ve intentando alterar los bancos de datos del ordenador. Ella le apunta con un arma pero de repente cede y le permite terminar. Escondiéndose de Helen, es testigo de que Helen mata a Benny después de que el disparo fracase. Haciéndose pasar por Jo, Helen ataca a Ryan y Alex y roba el disco. Piper se enfrenta a Helen que usa la fuente para mejorar, pero Jo usa el brazalete para debilitar a Helen. La fuente se hace más grande y Piper se sacrifica para contenerla. Los agentes del Departamento de Justicia encuentran el sobre en la caja fuerte de Jo, pero solo contiene el collar de Mia. Mia se da cuenta de que Piper nunca iba a volver. Alex sugiere usar el disco en Helen y funciona; ella regresa como Piper. En casa, Piper le dice a Ed que puede encontrar una cura para él. Jo está desconsolada cuando Ryan decide dejarla seguir con su vida, mientras Alex le dice a Jo que aceptará la oferta de trabajo. Loretta revela al agente que Helen está «en» el cuerpo de Piper, y utiliza un dispositivo para despertarla. |                                   |                  |                                     |                           |                      |

## Producción

### Desarrollo
El 11 de enero de 2019, se anunció que NBC había dado a la serie, una orden de la producción del piloto. El piloto fue escrito por Tara Butters y Michele Fazekas, quien produjo junto a Paul McGuigan y Robert Atwood. Las compañías de producción que participaron en el episodio piloto fueron Fazekas & Butters y ABC Studios. Después de que el episodio piloto fue completado, NBC se negó a continuar con el proyecto; sin embargo, ABC ordenó la producción de la serie el 11 de mayo de 2019. Un día después, se anunció que la serie se estrenaría en el otoño de 2019 y se emitiría los martes a las 10:00 p. m. La serie estrenó el 24 de septiembre de 2019.

### Casting
En febrero de 2019, se anunció que Allison Tolman y Alexa Skye Swinton habían sido elegidas en los papeles principales para el piloto. Junto con el anuncio de la producción del piloto, en marzo de 2019 se informó que Owain Yeoman, Donald Faison y Zabryna Guevara se habían unido al elenco. El 19 de agosto de 2019, se anunció que Terry O'Quinn se uniría al elenco en un papel recurrente como Richard Kindred, comenzando en el tercer episodio.

## Lanzamiento

### Marketing
El 14 de mayo de 2019, ABC lanzó el primer tráiler oficial de la serie. El 27 de agosto de 2019, un vistazo de 10 minutos estuvo disponible en el sitio web oficial y en las cuentas de YouTube y Facebook. El vistazo también dio a los espectadores claves para una serie de pistas que conducen a la historia, como se refleja en los nombres de los títulos de los episodios.

### Distribución
La serie se estrenó en España, el 25 de septiembre de 2019 en Movistar+.

## Recepción

### Críticas
En Rotten Tomatoes la serie tiene un índice de aprobación del 93%, basado en 28 reseñas, con una calificación promedio de 6.88/10. El consenso crítico del sitio dice, «Liderada por una destacada Allison Tolman, Emergence evita convertirse en otro desastre de cajas misteriosas con personajes fuertemente escritos que mantendrán a los espectadores preocupados sin importar la resolución». En Metacritic, tiene puntaje promedio ponderado de 69 sobre 100, basada en 14 reseñas, lo que indica «criticas generalmente favorables».

### Audiencias
| N.º | Título                            | Fecha de emisión         | ÍA/CP (18–49) | Audiencia (millones) | DVR (18–49) | Audiencia DVR (millones) | Total (18–49) | Audiencia total (millones) |
| --- | --------------------------------- | ------------------------ | ------------- | -------------------- | ----------- | ------------------------ | ------------- | -------------------------- |
| 1   | «Pilot»                           | 24 de septiembre de 2019 | 0.8/5         | 4.12                 | 0.8         | 4.31                     | 1.6           | 8.44                       |
| 2   | «Camera Wheelbarrow Tiger Pillow» | 1 de octubre de 2019     | 0.6/4         | 3.58                 | 0.7         | 3.75                     | 1.3           | 7.32                       |
| 3   | «2 MG CU BID»                     | 8 de octubre de 2019     | 0.5/3         | 3.10                 | 0.6         | 3.25                     | 1.1           | 6.35                       |
| 4   | «No Outlet»                       | 15 de octubre de 2019    | 0.5/3         | 2.71                 | 0.6         | 3.27                     | 1.1           | 5.98                       |
| 5   | «RDZ9021»                         | 29 de octubre de 2019    | 0.5/3         | 2.60                 | 0.5         | 2.94                     | 1.0           | 5.55                       |
| 6   | «Mile Marker 14»                  | 5 de noviembre de 2019   | 0.7/4         | 3.42                 | 0.5         | 2.89                     | 1.2           | 6.31                       |
| 7   | «Fatal Exception»                 | 19 de noviembre de 2019  | 0.4/3         | 2.30                 | 0.4         | 2.78                     | 0.8           | 5.09                       |
| 8   | «American Chestnut»               | 26 de noviembre de 2019  | 0.4/3         | 2.33                 | 0.5         | 2.70                     | 0.9           | 5.02                       |
| 9   | «Where You Belong»                | 10 de diciembre de 2019  | 0.4/2         | 2.74                 | 0.4         | 2.71                     | 0.8           | 5.16                       |
| 10  | «15 Years»                        | 7 de enero de 2020       | 0.5/3         | 2.28                 | 0.4         | 2.65                     | 0.9           | 4.93                       |
| 11  | «Applied Sciences»                | 14 de enero de 2020      | 0.3/2         | 2.13                 | 0.3         | 2.48                     | 0.7           | 4.61                       |
| 12  | «Killshot: Part 1»                | 21 de enero de 2020      | 0.3/2         | 1.98                 | 0.4         | 2.57                     | 0.7           | 4.56                       |
| 13  | «Killshot: Part 2»                | 28 de enero de 2020      | 0.3/2         | 1.89                 | 0.4         | 2.49                     | 0.6           | 4.38                       |